# جبال القوقاز
جبال القوقاز أو جبال القفقاس سلسلة جبال تقع على الحدود بين قارة آسيا وأوروبا، تمتد بين البحر الأسود وبحر قزوين. تعد جبال القوقاز نظامًا جبليًا عند تقاطع أوروبا وآسيا، وتحيط بمنطقة القوقاز التي تحتوي على جبل إلبروس، أحد القمم السبعة في العالم وأعلى جبل في أوروبا. سمّاهُ ابن خلدون جبل الشركس.

## الجيولوجيا والتضاريس
تشمل سلسلة جبال القوقاز على سلسلة جبال القوقاز الكبرى في الشمال وسلسلة جبال القوقاز الصغرى في الجنوب. تمتد سلسلة جبال القوقاز الكبرى باتجاه الغرب-الشمال الغربي إلى الشرق-الجنوب الشرقي من محمية القوقاز الطبيعية (بالقرب من مدينة سوتشي على الساحل الشمالي الشرقي للبحر الأسود) إلى باكو على بحر قزوين. بينما تمتد سلسلة القوقاز الصغرى بمحاذاة سلسلة جبال القوقاز الكبرى لمسافة 100 كم (62 ميل) جنوبًا. ويصل ما بين السلسلة الكبرى والصغرى سلسلة جبلية أخرى تسمى ليكي (Likhi Range) وإلى الغرب والشرق من سلسلة جبال ليكي تقع سهول كولخيس وأرض كورا آراس المنخفضة.
تعتبر سلسلة جبال مسكيتي (Meskheti Range) جزءًا من سلسلة جبال القوقاز الصغرى، ويفصل نهر أراس (الواقع في الجنوب الشرقي) سلسلة جبال القوقاز الصغرى عن جبال تاليش التي تقع على الحدود الجنوبية الشرقية لأذربيجان وإيران.
تشكل سلسلة جبال القوقاز الصغرى والجبال الأرمنية ما يسمى بالمرتفعات القوقازية، التي تتلاقى في نهايتها الغربية مع هضبة المرتفعات الشرقية في الأناضول في أقصى الشمال الشرقي لتركيا. أعلى قمة في سلسلة جبال القوقاز هو جبل إلبروس في سلسلة جبال القوقاز الكبرى ، ويرتفع الجبل إلى 5642 متر (1810 قدم) فوق مستوى سطح البحر ويعتبر أحد القمم السبعة في العالم. وفي عام 2014 أقيم جزء من دورة الألعاب الأولمبية الشتوية في الجبال القريبة من مدينة سوتشي .
تشكلت جبال القوقاز بشكل كبير نتيجة اصطدام الصفائح التكتونية بين الصفيحة العربية التي تتحرك شمالًا فيما يتعلق بالصفيحة الأوراسية . مع إغلاق بحر تيثيس واصطدام الصفيحة العربية بالصفيحة الإيرانية ودفعها باتجاه عقارب الساعة مع حركة الصفيحة الأوراسية في اتجاه عقارب الساعة باتجاه الصفيحة الإيرانية وتصادمهما النهائي، تم الضغط على اللوحة الإيرانية على الصفيحة الأوراسية. عندما حدث هذا، تم طي الصخور بأكملها التي ترسبت في هذا الحوض من العصر الجوراسي إلى العصر الميوسيني لتشكيل جبال القوقاز الكبرى. تسبب هذا التصادم أيضا رفع و حقب الحياة الحديثة النشاط البركاني في جبال القوقاز الصغرى.
تتعرض المنطقة بأكملها بانتظام للزلازل القوية من هذا النشاط. في حين أن جبال القوقاز الكبرى لها بنية رسوبية مطوية بشكل أساسي، فإن جبال القوقاز الصغرى هي إلى حد كبير من أصل بركاني .

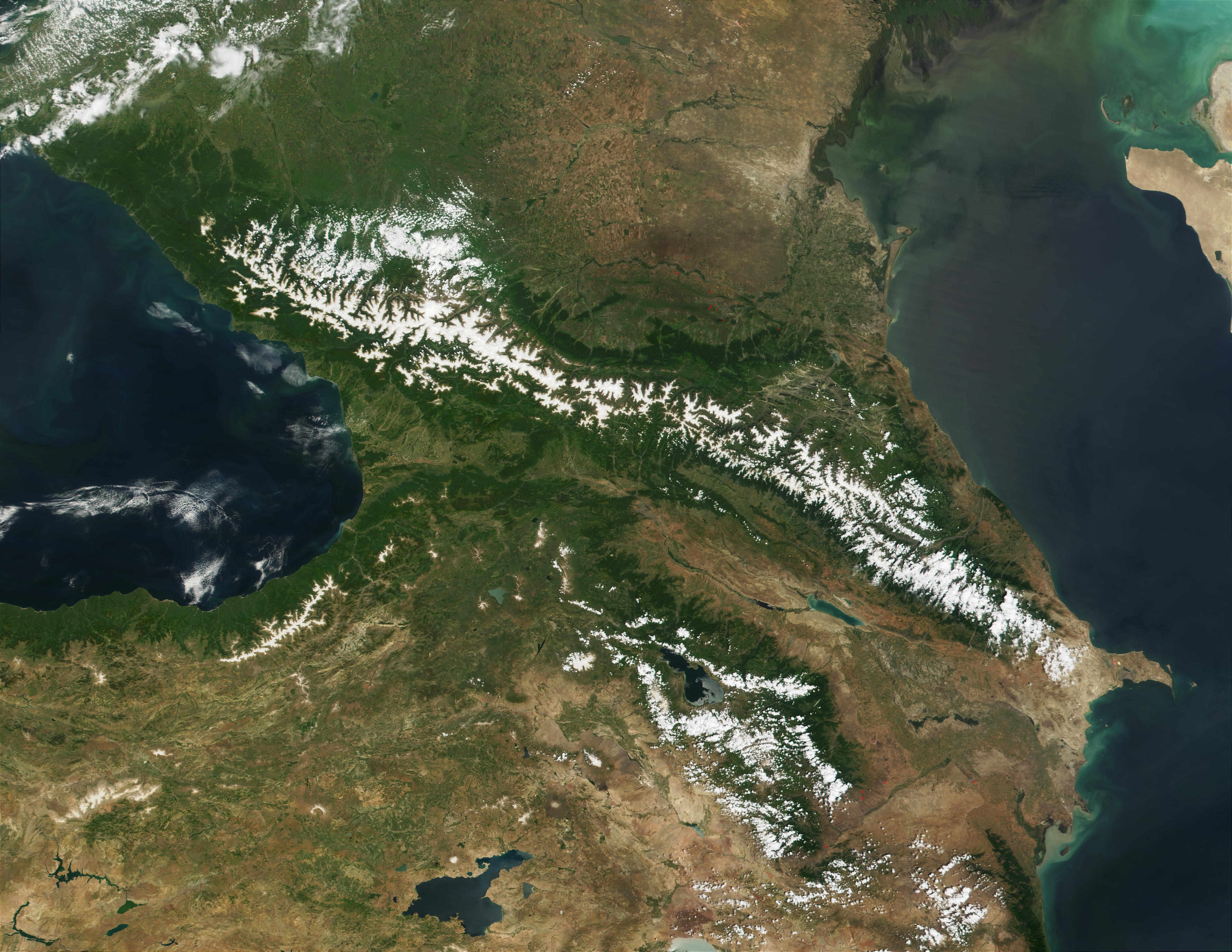
سلسلة جبال القوقاز من الفضاء

## قمم ملحوظة
أعلى جبل في أوروبا هو جبل إلبروس 5642 م (18.510 قدم) في جبال القوقاز. يبلغ ارتفاع إلبروس 832 مترًا (2730 قدمًا) عن مونت بلانك ، وهي أعلى قمة في جبال الألب وأوروبا الغربية عند 4810 مترًا (15780 قدمًا). يؤخذ قمة جبال القوقاز عادة لتحديد الانقسام القاري بين آسيا وأوروبا في المنطقة بين الأسود و بحر قزوين ويسرد الجدول أدناه بعض أعلى قمم القوقاز. باستثناء شقارة، تم أخذ الارتفاعات من رسم الخرائط السوفيتية 1: 50000. تشمل القائمة الألتراس العشرة (الجبال التي يزيد ارتفاعها عن 1500 متر) وجميع الجبال التي يزيد ارتفاعها عن 4500 متر وبروز 300 متر. جبل أرارات (5،137 م) في تركيا يقع جنوب منطقة القوقاز الصغرى.
| اسم الذروة          | الارتفاع (م) | البروز(م) | بلد           |
| ------------------- | ------------ | --------- | ------------- |
| إلبروس              | 5642         | 4،741     | روسيا         |
| ديخ تاو             | 5،205        | 2،002     | روسيا         |
| شخارا               | 5،193        | 1،365     | جورجيا /روسيا |
| كوشتان تاو          | 5،152        | 822       | روسيا         |
| ذروة بوشكين         | 5100         | 110       | روسيا         |
| Janga (Dzhangi-تاو) | 5،085        | 300       | جورجيا /روسيا |
| كازبيك              | 5،054        | 2،353     | جورجيا /روسيا |
| مزيرجي              | 5،047        | 10        | روسيا         |
| كاتين تاو           | 4979         | 240       | جورجيا /روسيا |
| قبة كوكورتلو        | 4،978        | 18        | روسيا         |
| جيستولا             | 4860         | 320       | جورجيا /روسيا |
| شوتا روستافيلي      | 4860         | ج 50      | جورجيا /روسيا |
| تتنولدي             | 4،858        | 672       | جورجيا        |
| دزيمارا (جيماري)    | 4،780        | 840       | جورجيا /روسيا |
| عشبة                | 4،710        | 1143      | جورجيا        |
| دومالا تاو          | 4682         | 332       | روسيا         |
| غورا أولباتا        | 4649         | 1300      | روسيا         |
| تيختنجن             | 4618         | 768       | جورجيا /روسيا |
| ايلاما              | 4547         | 1،067     | جورجيا        |
| تيوتيون تاو         | 4540         | 380       | روسيا         |
| جيليك               | 4533         | 926       | روسيا         |
| سالينان             | 4،508        | 621       | روسيا         |
| تيبولوسمتا          | 4،499        | 2،145     | جورجيا /روسيا |
| جبل بازاردوزو       | 4،466        | 2،454     | أذربيجان      |
| جورا شان            | 4،451        | 1،775     | جورجيا /روسيا |
| تبلي                | 4،431        | 1144      | روسيا         |
| ديكلو               | 4285         | 843       | جورجيا        |
| جبل شاهداغ          | 4243         | 1،102     | أذربيجان      |
| غورا عدله شكجلمزر   | 4،152        | 1،792     | روسيا         |
| غورا ديولتيداغ      | 4127         | 1،834     | روسيا         |
| أراغاتس             | 4090         | 2،143     | أرمينيا       |
| ديفيجاي             | 4016         | 1،251     | روسيا         |

## مناخ

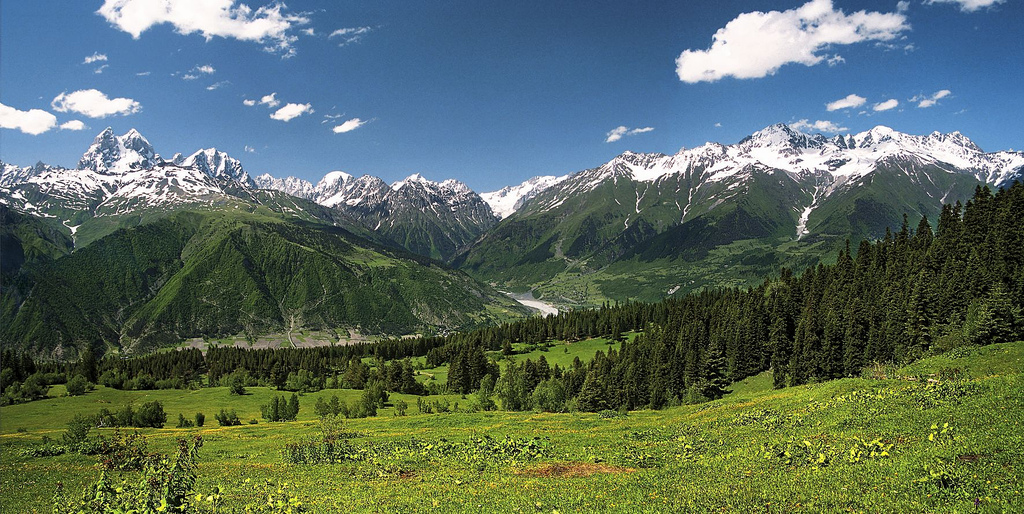
جبال في جورجيا تعد جزءًا من سلسلة جبال القوقاز

يختلف مناخ القوقاز عموديًا (وفقًا للارتفاع) وأفقيًا (حسب خط العرض والموقع). تنخفض درجة الحرارة بشكل عام مع ارتفاع الارتفاع. متوسط درجة الحرارة السنوية في سوخومي، أبخازيا عند مستوى سطح البحر هو 15 درجة مئوية (59 درجة فهرنهايت) بينما على سفوح جبل. Kazbek على ارتفاع 3700 متر (12100 قدم) ، ينخفض متوسط درجة الحرارة السنوية إلى -6.1 درجة مئوية (21.0 درجة فهرنهايت). المنحدرات الشمالية لسلسلة جبال القوقاز الكبرى أبرد بمقدار 3 درجات مئوية (5.4 درجة فهرنهايت) من المنحدرات الجنوبية. مرتفعات جبال القوقاز الصغرى في أرمينيا، أذربيجان، وجورجيا وتتميز بتناقضات حادة بين درجة الحرارة في الصيف والشتاء نظرا لمناخ أكثر القاري.
يزداد هطول الأمطار من الشرق إلى الغرب في معظم المناطق. يلعب الارتفاع دورًا مهمًا في القوقاز وتتلقى الجبال عمومًا كميات أكبر من الأمطار مقارنة بالمناطق المنخفضة. المناطق الشمالية الشرقية ( داغستان ) والأجزاء الجنوبية من جبال القوقاز الصغرى هي الأكثر جفافاً. الحد الأدنى المطلق لهطول الأمطار السنوي هو 250 ملم (9.84 بوصة) في شمال شرق منخفض بحر قزوين . تتميز الأجزاء الغربية من جبال القوقاز بكميات عالية من الأمطار. تتلقى المنحدرات الجنوبية لسلسلة جبال القوقاز الكبرى كميات من الأمطار أعلى من المنحدرات الشمالية. هطول الأمطار السنوي في نطاقات الغربية القوقاز من 1000 إلى 4000 ملم (39،37-157،48 في) بينما في القوقاز الشرقية والشمالية (الشيشان، إنغوشيا، قبردينو بلقاريا، أوسيتيا، كاخيتي، كارتلي، إلخ) يتراوح هطول الأمطار من 600 إلى 1800 ملم (23،62-70،87 في ) الحد الأقصى المطلق لهطول الأمطار السنوي هو 4100 ملم (161.42 بوصة) حول جبل. منطقة Mtirala التي تقع على المدى سكان مسخت في أجاريا. هطول الأمطار من الصغرى القوقاز سلسلة جبال (جنوب جورجيا، أرمينيا، غرب آذربيجان)، وليس بما في ذلك المدى سكان مسخت، يختلف 300-800 ملم (31.50 في) سنويا.
تشتهر جبال القوقاز بكمية كبيرة من تساقط الثلوج، على الرغم من أن العديد من المناطق التي لا تقع على طول منحدرات الرياح لا تتلقى نفس القدر من الثلوج. هذا ينطبق بشكل خاص على جبال القوقاز الصغرى التي تكون معزولة نوعًا ما عن التأثيرات الرطبة القادمة من البحر الأسود وتتلقى كميات أقل من الأمطار (على شكل ثلج) من جبال القوقاز الكبرى. متوسط غطاء الثلوج في فصل الشتاء من جبال القوقاز الصغرى يتراوح 10-30 سم (3،94 حتى 11،81  في ). تتميز جبال القوقاز الكبرى (خاصة المنحدرات الجنوبية الغربية) بتساقط الثلوج بكثافة. تعتبر الانهيارات الجليدية شائعة من نوفمبر إلى أبريل.
قد يصل الغطاء الجليدي في عدة مناطق ( سفانيتي وشمال أبخازيا ) إلى 5 أمتار (16 قدمًا). جبل. منطقة Achishkho، وهي أكثر الأماكن تساقطًا للثلوج في القوقاز، غالبًا ما تسجل أعماق ثلجية تبلغ 7 أمتار (23 قدمًا).

## المناظر الطبيعية

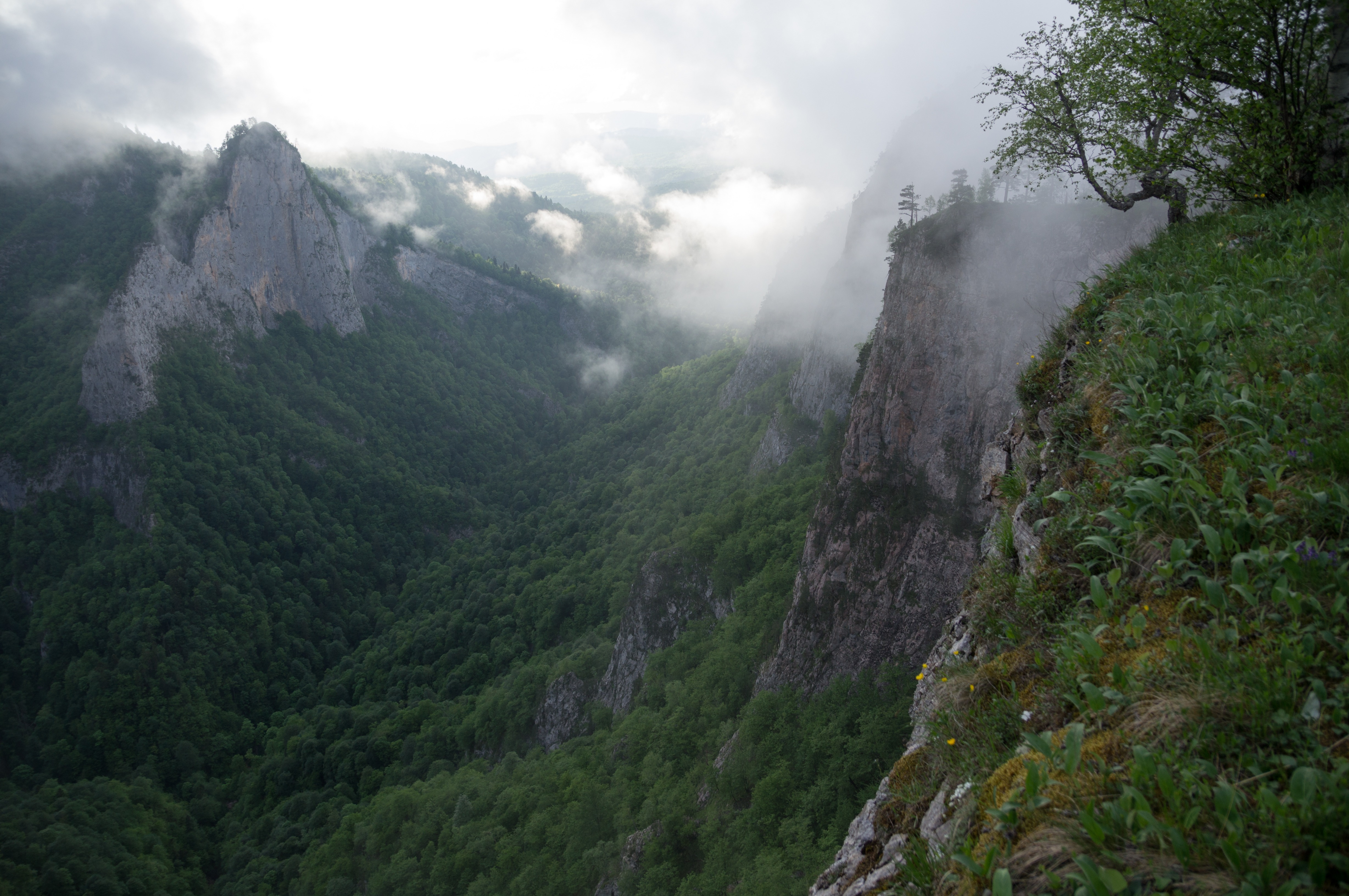
منابع نهر خوز ، غرب القوقاز

تتميز جبال القوقاز بمناظرها الطبيعية المتنوعة والتي تتغير بشكل رئيسي وفقًا للارتفاع والبعد عن المسطحات المائية الكبيرة. تحتوي المنطقة المناطق الأحيائية تتراوح بين المستنقعات والأراضي المنخفضة شبه الاستوائية والغابات و الأنهار الجليدية (الغربية والوسطى القوقاز)، والمرتفعات semideserts ، السهوب، و المروج الألبية في الجنوب (لا سيما في أرمينيا و أذربيجان ).
وتغطي المنحدرات الشمالية لجبال القوقاز الكبرى من البلوط، شجرة النير، القيقب، والرماد الغابات في الارتفاعات المنخفضة بينما البتولا و الصنوبر تأخذ الغابات في أكثر من المرتفعات. وتغطي بعض من أدنى المناطق في المنطقة من خلال السهول والمراعي . سفوح القوقاز الكبرى نورث وسترن ( قبردينو بلقاريا ، شركسيا ، إلخ) تحتوي أيضا على شجرة التنوب و التنوب الغابات. في جبال الألب منطقة محل الغابات بنحو 2000 متر (6600 قدم) فوق مستوى سطح البحر. على الجليد السرمدي/ الخط الجليدي يبدأ عمومًا من 2800 إلى 3000 متر (9200 - 9800 قدم). وتغطي المنحدرات الجنوبية الشرقية لجبال القوقاز الكبرى من خشب الزان، البلوط، القيقب، النير ، والغابات الرماد. تميل غابات الزان إلى الهيمنة في المواقع الأعلى. وتغطي المنحدرات الجنوبية الغربية من القوقاز الكبرى التي Colchian الغابات ( البلوط ، buxus ، خشب الزان ، الكستناء ، النير ، الدردار ) في الارتفاعات المنخفضة مع الصنوبرية الغابات ومختلطة ( شجرة التنوب، التنوب والزان) الإستيلاء على في المرتفعات. قد تمتد منطقة جبال الألب على المنحدرات الجنوبية حتى 2800 متر (9200 قدم) فوق مستوى سطح البحر بينما يبدأ الخط الجليدي/ خط الثلج عند 3000-3500 متر (9800-11500 قدم).
تتميز المنحدرات الشمالية والغربية من جبال القوقاز الصغرى على حد سواء من قبل Colchian وغيرها مننفضي الغابات في الارتفاعات المنخفضة بينما المختلطة والصنوبرية الغابات (وخصوصا شجرة التنوب و التنوب) تهيمن على ارتفاعات أعلى. غابات الزان شائعة أيضًا في المرتفعات العالية. وتغطي المنحدرات الجنوبية لجبال القوقاز الصغرى إلى حد كبير من المراعي و السهول تصل إلى ارتفاع 2500 متر (8200 قدم). تحتوي أعلى مناطق المنطقة أيضًا على أراضي عشبية في جبال الألب. بركاني والتكوينات الصخرية الأخرى شائعة في جميع أنحاء المنطقة. تمتد المنطقة البركانية على مساحة كبيرة من جنوب جورجيا إلى أرمينيا وجنوب غرب أذربيجان. تشمل بعض القمم البارزة في المنطقة جبل. Aragats، ديدي Abuli ، Samsari، وغيرها. وتتميز المنطقة من قبل الهضاب البركانية ، تدفقات الحمم البركانية، البحيرات البركانية، المخاريط البركانية وغيرها من الميزات. تفتقر جبال القوقاز الصغرى إلى نوع الأنهار الجليدية والسمات الجليدية الشائعة في سلسلة جبال القوقاز الكبرى.

## التاريخ
كان عبور سلسلة جبال القوقاز جزءًا مهمًا من الذراع الشمالية لطريق الحرير . كان هناك ممر واحد على الحافة الجنوبية الشرقية في دربند (المعروف باسم غيتس قزوين أو أبواب الكسندر )، ويمر بممرات متعددة في جميع أنحاء مجموعة: Jvari ممر في 2379 م وفوق خانق المضيق الداري على الطريق العسكرية الجورجية، Mamison ممر على أوسيتيا الطريق العسكري 2911 م ونفق روكي 2310 م.